# Törpevízicsibe
A törpevízicsibe (Porzana pusilla) a madarak osztályának darualakúak (Gruiformes) rendjébe, a guvatfélék (Rallidae) családjába tartozó faj.

## Rendszerezése
A fajt Peter Simon Pallas német zoológus és botanikus írta le 1776-ban, a Rallus nembe Rallus pusillus néven. Egyes szervezetek a Zapornia nembe sorolják Zapornia pusilla néven.

## Alfajai
- Porzana pusilla affinis (G. R. Gray, 1845)
- Porzana pusilla intermedia (Hermann, 1804)
- Porzana pusilla mayri Junge, 1952
- Porzana pusilla mira Riley, 1938
- Porzana pusilla obscura Neumann, 1897
- Porzana pusilla palustris Gould, 1843
- Porzana pusilla pusilla (Pallas, 1776)[1]

## Előfordulása
Európában és Ázsiában költ; telelni Afrikába és Ázsia déli részére vonul. Természetes élőhelyei a vizes gyepek, sós mocsarak, édesvizű lápok, mocsarak, folyók és patakok környékén.

## A Kárpát-medencében
Májustól szeptemberig tartózkodik Magyarországon; mocsaraink néhány pontján kis számban rendszeresen fészkelő.

## Megjelenése
Testhossza 17-19 centiméter, szárnyfesztávolsága 33-37 centiméter, testtömege 35-50 gramm.

## Életmódja
Rovarokkal, férgekkel, puhatestűekkel és magvakkal táplálkozik.

## Szaporodása
Zsombékos mocsárréteken  készíti fészkét. Fészekalja 4-11 tojás, amin 14-16 napig kotlik.
|  |

## Természetvédelmi helyzete
Az elterjedési területe rendkívül nagy, egyedszáma is nagy. A Természetvédelmi Világszövetség Vörös listáján nem fenyegetett fajként szerepel. Európában nem fenyegetett fajként van nyilvántartva, Magyarországon fokozottan védett, természetvédelmi értéke 500 000 Ft. Fészkelő-állománya minimális. (2000-2012) 